# Concistori di papa Pio XI

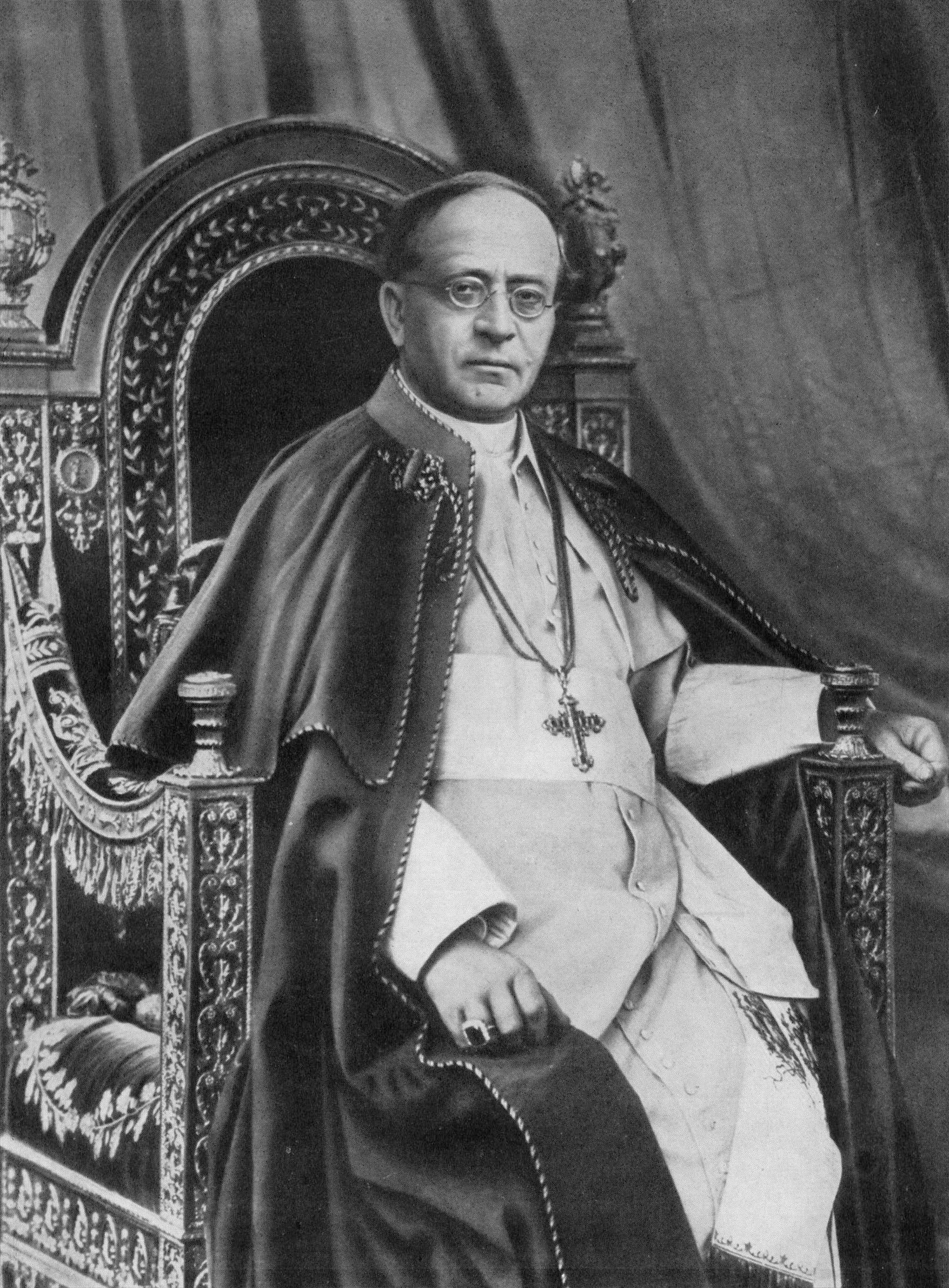
Papa Pio XI

Questa voce raccoglie l'elenco completo dei concistori per la creazione di nuovi cardinali presieduti da papa Pio XI, con l'indicazione di tutti i cardinali creati (76 nuovi cardinali in 17 concistori). Tra i porporati figura il suo immediato successore al soglio pontificio: Pio XII. I nominativi sono posti in ordine di creazione.

## 11 dicembre 1922
In questo concistoro il Papa nominò otto nuovi cardinali:
- Achille Locatelli, arcivescovo titolare di Tessalonica, nunzio apostolico in Portogallo; cardinale presbitero di San Bernardo alle Terme (titolo ricevuto il 25 maggio 1923); deceduto il 5 aprile 1935;
- Giovanni Vincenzo Bonzano, arcivescovo titolare di Melitene, delegato apostolico negli Stati Uniti; creato cardinale presbitero di San Pancrazio fuori le mura; deceduto il 26 novembre 1927;
- Enrique Reig y Casanova, arcivescovo metropolita di Toledo (Spagna); creato cardinale presbitero di San Pietro in Montorio (titolo ricevuto il 25 maggio 1923); deceduto il 27 agosto 1927;
- Alexis-Armand Charost, arcivescovo metropolita di Rennes (Francia); creato cardinale presbitero di Santa Maria della Vittoria; deceduto il 7 novembre 1930;
- Eugenio Tosi, O.Ss.C.A., arcivescovo metropolita di Milano (Italia); creato cardinale presbitero dei Santi Silvestro e Martino ai Monti; deceduto il 7 gennaio 1929;
- Stanislas-Arthur-Xavier Touchet, vescovo di Orléans (Francia); creato cardinale presbitero di Santa Maria sopra Minerva; deceduto il 23 settembre 1926;
- Giuseppe Mori, segretario della S.C. del Concilio; creato cardinale diacono di San Nicola in Carcere; deceduto il 30 settembre 1934;
- Franz Ehrle, S.I., teologo presso il Pontificio Istituto Biblico; creato cardinale diacono di San Cesareo in Palatio; deceduto il 31 marzo 1934.

## 23 maggio 1923
Nel suo secondo concistoro Pio XI creò due cardinali:
- Giovanni Battista Nasalli Rocca di Corneliano, arcivescovo metropolita di Bologna (Italia); creato cardinale presbitero di Santa Maria in Traspontina; deceduto il 13 marzo 1952;
- Luigi Sincero, assessore della S.C. Concistoriale e segretario del Sacro Collegio; creato cardinale diacono di San Giorgio in Velabro; deceduto il 7 febbraio 1936.

## 20 dicembre 1923
Nel suo terzo concistoro, il Papa creò due cardinali:
- Evaristo Lucidi, segretario del Supremo Tribunale della Segnatura Apostolica; creato cardinale diacono di Sant'Adriano al Foro; deceduto il 31 marzo 1929;
- Aurelio Galli, segretario per i Brevi ai Principi; creato cardinale diacono di Sant'Angelo in Pescheria; deceduto il 26 marzo 1929.

## 24 marzo 1924
In questo concistoro non sono stati nominati cardinali italiani né europei:
- George William Mundelein, arcivescovo metropolita di Chicago (Stati Uniti d'America), creato cardinale presbitero di Santa Maria del Popolo; deceduto il 2 ottobre 1939;
- Patrick Joseph Hayes, arcivescovo metropolita di New York (Stati Uniti d'America), creato cardinale presbitero di Santa Maria in Via; deceduto il 4 settembre 1938.

## 30 marzo 1925
In questo concistoro, il Pontefice nominò solo cardinali spagnoli:
- Eustaquio Ilundáin y Esteban, arcivescovo metropolita di Siviglia (Spagna), creato cardinale presbitero di San Lorenzo in Panisperna (titolo ricevuto il 17 dicembre 1925); deceduto il 10 agosto 1937;
- Vicente Casanova y Marzol, arcivescovo metropolita di Granada (Spagna),creato cardinale presbitero dei Santi Vitale, Valeria, Gervasio e Protasio (titolo ricevuto il 17 dicembre);morto il 23 ottobre 1930

## 14 dicembre 1925
In questo concistoro sono stati creati altri quattro cardinali:
- Bonaventura Cerretti, arcivescovo titolare di Corinto, nunzio apostolico in Francia; creato cardinale presbitero di Santa Cecilia (titolo ricevuto il 24 giugno 1926); deceduto l'8 maggio 1933;
- Enrico Gasparri, arcivescovo titolare di Sebastea, nunzio apostolico in Brasile; creato cardinale presbitero di San Bartolomeo all'Isola; deceduto il 20 maggio 1946;
- Patrick Joseph O'Donnell, arcivescovo metropolita di Armagh (Irlanda); creato cardinale presbitero di Santa Maria della Pace; deceduto il 22 ottobre 1927;
- Alessandro Verde, segretario della S.C. dei Riti; creato cardinale diacono di Santa Maria in Cosmedin; deceduto il 29 marzo 1958.

## 21 giugno 1926
In questo concistoro furono creati due cardinali italiani:
- Luigi Capotosti, arcivescovo (titolo personale) titolare di Terme, segretario della S.C. per la Disciplina dei Sacramenti; creato cardinale presbitero di San Pietro in Vincoli; deceduto il 16 febbraio 1938;
- Carlo Perosi, assessore della S.C. del Sant'Uffizio; creato cardinale diacono di Sant'Eustachio; deceduto il 22 febbraio 1930.

## 20 dicembre 1926
Anche in questo concistoro furono creati due cardinali italiani:
- Lorenzo Lauri, arcivescovo titolare di Efeso, nunzio apostolico in Polonia; cardinale presbitero di San Pancrazio fuori le mura (titolo ricevuto il 23 giugno 1927); deceduto l'8 ottobre 1941;
- Giuseppe Gamba, arcivescovo metropolita di Torino (Italia); creato cardinale presbitero di Santa Maria sopra Minerva; deceduto il 26 dicembre 1929.

## 20 giugno 1927
In questo concistoro non furono creati cardinali italiani:
- Jozef-Ernest Van Roey, arcivescovo metropolita di Malines (Mechelen) (Belgio); creato cardinale presbitero di Santa Maria in Ara Coeli; deceduto il 6 agosto 1961;
- August Hlond, S.D.B., arcivescovo metropolita di Gniezno-Poznan (Polonia); creato cardinale presbitero di Santa Maria della Pace (titolo ricevuto il 22 dicembre 1927); deceduto il 22 ottobre 1948.

## 19 dicembre 1927
Ulteriori cinque cardinali furono creati in questo concistoro:
- Alexis-Henri-Marie Lépicier, O.S.M., arcivescovo titolare di Tarso, legato pontificio in Abissinia ed Eritrea; creato cardinale presbitero di Santa Susanna; deceduto il 20 maggio 1936;
- Félix-Raymond-Marie Rouleau, O.P., arcivescovo metropolita di Québec (Canada); creato cardinale presbitero di San Pietro in Montorio; deceduto il 31 maggio 1931;
- Pedro Segura y Sáenz, arcivescovo metropolita di Toledo (Spagna); creato cardinale presbitero di Santa Maria in Trastevere (titolo ricevuto il 28 ottobre 1929); deceduto l'8 aprile 1957;
- Charles-Henri-Joseph Binet, arcivescovo metropolita di Besançon (Francia); creato cardinale presbitero di Santa Prisca; deceduto il 15 luglio 1936;
- Jusztinián György Serédi, O.S.B., arcivescovo metropolita di Esztergom (Ungheria); creato cardinale presbitero dei Santi Andrea e Gregorio al Monte Celio; deceduto il 29 marzo 1945.

## 15 luglio 1929
In questo concistoro fu creato un solo cardinale:
- Alfredo Ildefonso Schuster, O.S.B.Cas., arcivescovo metropolita di Milano (Italia); creato cardinale presbitero dei Santi Silvestro e Martino ai Monti; deceduto il 30 agosto 1954; beatificato nel 1996.

## 16 dicembre 1929
In questo concistoro furono creati sei cardinali, tra i quali il futuro papa Pio XII:
- Manuel Gonçalves Cerejeira, patriarca di Lisbona (Portogallo); creato cardinale presbitero dei Santi Marcellino e Pietro, deceduto il 2 agosto 1977;
- Eugenio Pacelli, arcivescovo titolare di Sardi, nunzio apostolico in Germania; cardinale presbitero dei Santi Giovanni e Paolo; poi eletto papa con il nome di Pio XII il 2 marzo 1939; deceduto il 9 ottobre 1958;
- Luigi Lavitrano, arcivescovo metropolita di Palermo (Italia); creato cardinale presbitero di San Silvestro in Capite; deceduto il 2 agosto 1950;
- Carlo Dalmazio Minoretti, arcivescovo metropolita di Genova (Italia); creato cardinale presbitero di Sant'Eusebio; deceduto il 13 marzo 1938;
- Joseph MacRory, arcivescovo metropolita di Armagh (Irlanda), creato cardinale presbitero di San Giovanni a Porta Latina; deceduto il 13 ottobre 1945;
- Jean Verdier, P.S.S., arcivescovo metropolita di Parigi (Francia); creato cardinale presbitero di Santa Balbina; deceduto il 9 aprile 1940.

## 30 giugno 1930
In questo concistoro furono creati altri cinque cardinali:
- Sebastião Leme da Silveira Cintra, arcivescovo metropolita di São Sebastião do Rio de Janeiro (Brasile); creato cardinale presbitero dei Santi Bonifacio e Alessio; deceduto il 17 ottobre 1942;
- Francesco Marchetti Selvaggiani, arcivescovo titolare di Seleucia di Isauria, segretario della S.C. de Propaganda Fide; cardinale presbitero di Santa Maria Nuova; morto il 13 gennaio 1951;
- Raffaele Carlo Rossi, O.C.D., arcivescovo titolare di Tessalonica, assessore della S. C. Concistoriale e segretario del Sacro Collegio; creato cardinale presbitero di Santa Prassede; deceduto il 17 settembre 1948;
- Giulio Serafini, vescovo titolare di Lampsaco, segretario della S.C. del Concilio; creato cardinale presbitero di Santa Maria sopra Minerva; deceduto il 16 luglio 1938;
- Achille Liénart, vescovo di Lille (Francia); creato cardinale presbitero di San Sisto; deceduto il 15 febbraio 1973.

## 13 marzo 1933
In questo nuovo concistoro, il Sacro Collegio si arricchì di ulteriori sei cardinali, più due porporati riservati in pectore, i cui nomi saranno pubblicati nel concistoro del 16 dicembre 1935:
- Angelo Maria Dolci, arcivescovo titolare di Gerapoli di Siria, nunzio apostolico in Romania; creato cardinale presbitero di Santa Maria della Vittoria; deceduto il 13 settembre 1939;
- Pietro Fumasoni Biondi, arcivescovo titolare di Doclea, delegato apostolico negli Stati Uniti d'America; creato cardinale presbitero di Santa Croce in Gerusalemme; deceduto il 12 luglio 1960;
- Maurilio Fossati, O.Ss.G.C.N., arcivescovo metropolita di Torino (Italia); creato cardinale presbitero di San Marcello; deceduto il 30 marzo 1965;
- Jean-Marie-Rodrigue Villeneuve, O.M.I., Arcivescovo metropolita di Québec (Canada); creato cardinale presbitero di Santa Maria degli Angeli; deceduto il 17 gennaio 1947;
- Elia Dalla Costa, arcivescovo metropolita di Firenze (Italia); creato cardinale presbitero di San Marco; deceduto il 22 dicembre 1961;
- Theodor Innitzer, arcivescovo metropolita di Vienna (Austria); creato cardinale presbitero di San Crisogono; deceduto il 9 ottobre 1955.

I due cardinali riservati in pectore:
- Federico Tedeschini, arcivescovo titolare di Lepanto, nunzio apostolico in Spagna; creato cardinale presbitero di Santa Maria della Vittoria (titolo ricevuto il 18 giugno 1936); deceduto il 2 novembre 1959;
- Carlo Salotti, arcivescovo titolare di Filippopoli di Tracia, segretario della S.C. de Propaganda Fide; creato cardinale presbitero di San Bartolomeo all'Isola; deceduto il 24 ottobre 1947.

## 16 dicembre 1935
Fu il concistoro di Pio XI in cui fu creato il maggior numero di cardinali (18):
- Ignace Gabriel I Tappouni, patriarca di Antiochia dei Siri (Libano); creato cardinale presbitero dei Santi XII Apostoli; deceduto il 29 gennaio 1968;
- Enrico Sibilia, arcivescovo titolare di Side, nunzio apostolico in Austria; creato cardinale presbitero di Santa Maria Nuova (titolo ricevuto il 18 giugno 1936); deceduto il 4 agosto 1948;
- Francesco Marmaggi, arcivescovo titolare di Adrianopoli di Emimonto, nunzio apostolico in Polonia; creato cardinale presbitero di Santa Cecilia; deceduto il 3 novembre 1949;
- Luigi Maglione, arcivescovo titolare di Cesarea di Palestina, nunzio apostolico in Francia; cardinale presbitero di Santa Pudenziana (titolo ricevuto il 18 giugno 1936);morto il 22 agosto 1944;
- Carlo Cremonesi, arcivescovo titolare di Nicomedia, elemosiniere apostolico; creato cardinale presbitero di San Lorenzo in Lucina; deceduto il 25 novembre 1943;
- Alfred-Henri-Marie Baudrillart, C.Orat., arcivescovo titolare di Melitene, ausiliare di Parigi (Francia); creato cardinale presbitero di San Bernardo alle Terme; deceduto il 19 maggio 1942;
- Emmanuel Célestin Suhard, arcivescovo metropolita di Reims (Francia); creato cardinale presbitero di Sant'Onofrio; deceduto il 30 maggio 1949;
- Karel Boromejský Kašpar, Arcivescovo metropolita di Praga (Cecoslovacchia); creato cardinale presbitero dei Santi Vitale, Valeria, Gervasio e Protasio; deceduto il 21 aprile 1941;
- Santiago Luis Copello, Arcivescovo metropolita di Buenos Aires (Argentina); creato cardinale presbitero di San Girolamo dei Croati; deceduto il 9 febbraio 1967;
- Isidro Gomá y Tomás, arcivescovo metropolita di Toledo (Spagna); creato cardinale presbitero di San Pietro in Montorio; deceduto il 22 agosto 1940;
- Camillo Caccia Dominioni, Maestro di Camera della Corte Pontificia; creato cardinale diacono di Santa Maria in Domnica; deceduto il 12 novembre 1946;
- Nicola Canali, assessore della S.C. del Sant'Uffizio; creato cardinale diacono di San Nicola in Carcere; deceduto il 3 agosto 1961;
- Domenico Jorio, segretario della S.C. per la Disciplina dei Sacramenti; creato cardinale diacono di Sant'Apollinare alle Terme Neroniane-Alessandrine; deceduto il 21 ottobre 1954;
- Vincenzo Lapuma, segretario della S.C. per i religiosi; creato cardinale diacono dei Santi Cosma e Damiano; deceduto il 4 novembre 1943;
- Federico Cattani Amadori, segretario del Supremo Tribunale della Segnatura Apostolica; creato cardinale diacono di Santa Maria in Aquiro; deceduto l'11 aprile 1943;
- Massimo Massimi, decano della Sacra Rota Romana; creato cardinale diacono di Santa Maria in Portico Campitelli; deceduto il 6 marzo 1954;
- Domenico Mariani, segretario dell'Amministrazione del Patrimonio della Sede Apostolica; creato cardinale diacono di San Cesareo in Palatio; deceduto il 23 aprile 1939;
- Pietro Boetto, S.I., consultore della S.C. per i religiosi; creato cardinale diacono di Sant'Angelo in Pescheria; deceduto il 31 gennaio 1946.

## 15 giugno 1936
Furono creati solo due cardinali:
- Giovanni Mercati, prefetto della Biblioteca apostolica vaticana; creato cardinale diacono di San Giorgio in Velabro; deceduto il 23 agosto 1957;
- Eugène-Gabriel-Gervais-Laurent Tisserant, già pro-prefetto della Biblioteca apostolica vaticana; cardinale diacono dei Santi Vito, Modesto e Crescenzia; deceduto il 21 febbraio 1972.

## 13 dicembre 1937
In questo ultimo concistoro furono creati cinque cardinali:
- Adeodato Giovanni Piazza, O.C.D., patriarca di Venezia (Italia), creato cardinale presbitero di Santa Prisca; deceduto il 30 novembre 1957;
- Ermenegildo Pellegrinetti, arcivescovo titolare di Adana, nunzio apostolico in Jugoslavia; creato cardinale presbitero di San Lorenzo in Panisperna, deceduto il 29 marzo 1943;
- Arthur Hinsley, arcivescovo metropolita di Westminster (Inghilterra); creato cardinale presbitero di Santa Susanna; deceduto il 17 marzo 1943;
- Giuseppe Pizzardo, arcivescovo titolare di Nicea, segretario della S.C. per gli Affari ecclesiastici straordinari; cardinale presbitero di Santa Maria in Via Lata; deceduto il 1º agosto 1970;
- Pierre-Marie Gerlier, arcivescovo metropolita di Lione (Francia); creato cardinale presbitero della Santissima Trinità al Monte Pincio; deceduto il 17 gennaio 1965.

## Nazioni con i primi cardinali autoctoni
Nei concistori presieduti da papa Pio XI, sono 2 le nazioni che hanno avuto il loro primo cardinale autoctono nella storia della Chiesa cattolica.

### Suddivisione per concistoro
| Concistoro    | Nazioni            | Totale |
| ------------- | ------------------ | ------ |
| Dicembre 1935 | - Iraq - Argentina | 2      |
| TOTALE        | TOTALE             | 2      |

### Suddivisione per continente
| Continente | Nazioni     | Totale |
| ---------- | ----------- | ------ |
| America    | - Argentina | 1      |
| Asia       | - Iraq      | 1      |
| TOTALE     | TOTALE      | 2      |